# Poseur de canalisations
 (mars 2021).
Si vous disposez d'ouvrages ou d'articles de référence ou si vous connaissez des sites web de qualité traitant du thème abordé ici, merci de compléter l'article en donnant les références utiles à sa vérifiabilité et en les liant à la section « Notes et références ».

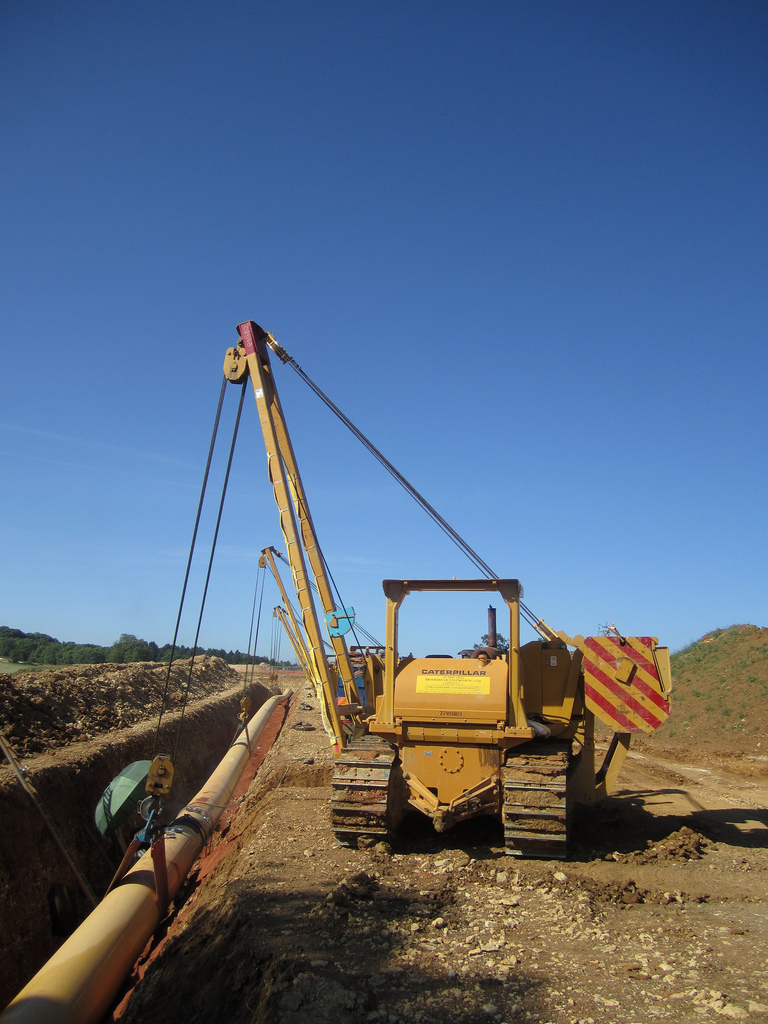
Un side-boom

Un poseur de canalisations ou side-boom est un engin de génie civil destiné à poser des canalisations de grande taille, telles que des pipelines.
L'engin est un bulldozer avec ou sans lame, mais avec un bras latéral destiné à soutenir les éléments de canalisation.